# Бертран, Жюли Виннефред
Жюли́ Виннефре́д Бертра́н (фр. Julie Winnefred Bertrand; 16 сентября 1891 — 18 января 2007) — канадская долгожительница. С 29 ноября 2004 года по 18 января 2007 года старейшая жительница Канады. Старейшая женщина Земли с 11 декабря 2006 по 18 января 2007 года. Она была всего на 25 дней моложе Эмилиано Меркадо дель Торо, который в середине декабря 2006 года стал старейшим жителем Земли.

## Биография
В молодости за Жюли ухаживал адвокат и будущий премьер-министр Канады Луи Сен-Лоран (1882—1973), однако ни будущий политик, ни другие кавалеры не смогли покорить её сердце и за свою жизнь она так и не вышла замуж.
В 113 лет Жюли Бертран была в достаточно хорошем здравии, самостоятельно одевалась, раз в две недели меняла причёску, узнавала всё своё близкое окружение, а в праздник могла позволить бокал вина.
Старейшей женщиной Земли и вторым по возрасту человеком в мире была признана 11 декабря 2006 года после смерти американской долгожительницы Элизабет Болден.
По состоянию на май 2019 года Жюли Бертран занимала 32 место среди людей, когда-либо живущих на Земле.